# Kanton (Frankreich)

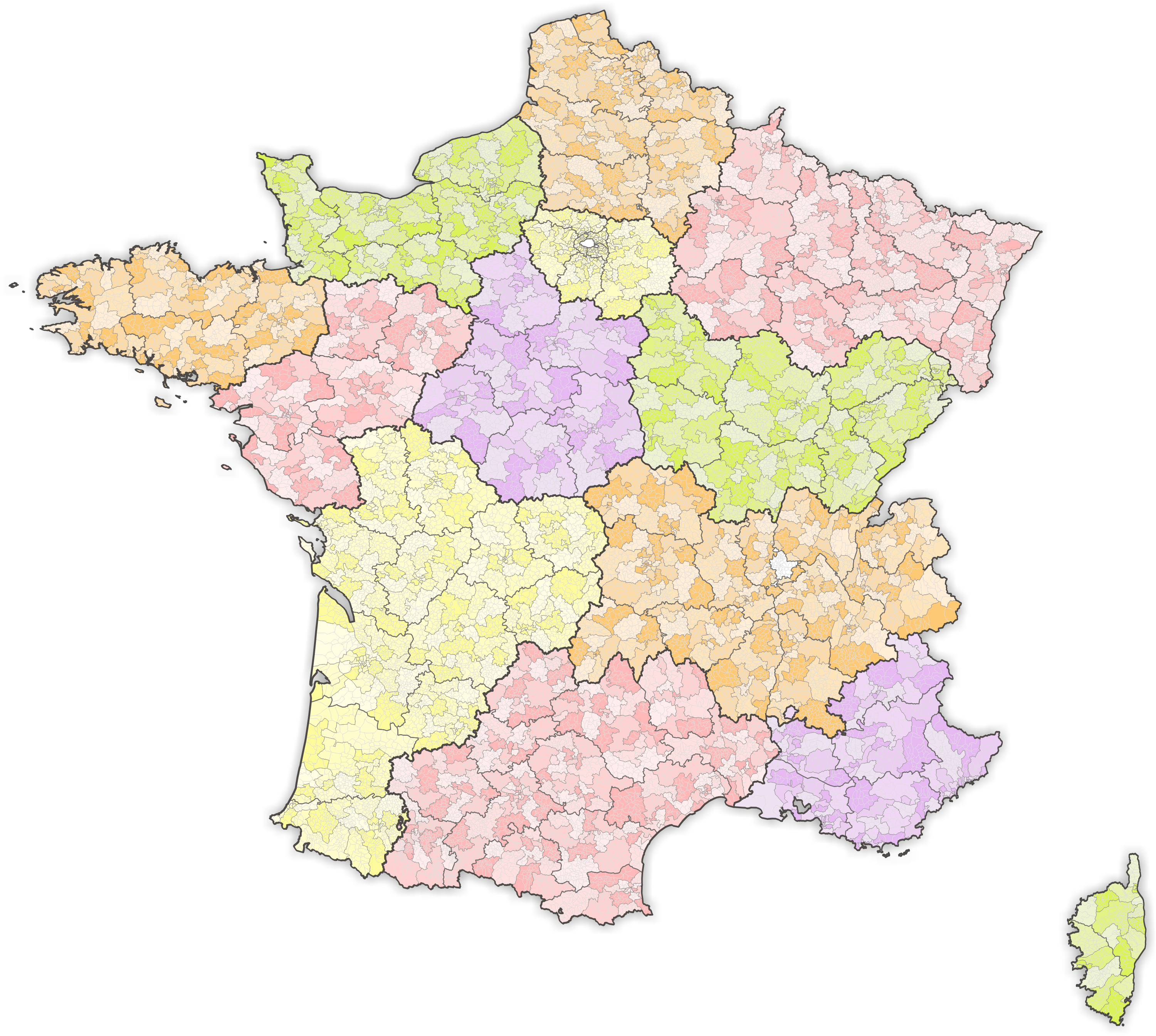
Die französischen Kantone (außer Überseegebiete)

Ein Kanton (canton) beschreibt in Frankreich seit 2015 nur noch einen Wahlkreis für die Wahl des Départementrats und entsprechend eine für diesen Zweck bestehende Untergliederung eines Départements.
Der Sitz des Zentralen Wahlbüros (Bureau centralisateur) eines Kantons ist vielfach Sitz von unteren Staats- oder Départementsbehörden bzw. deren Außenstellen. In jedem ländlichen Kanton befindet sich zumindest eine Station der Gendarmerie nationale.

## Geschichte
Zur historischen Stellung und Entwicklung der französischen Cantons sei hier nur verwiesen auf die französische WP. 

### Bis 2015
Vor März 2015 existierten 4.055 Kantone, davon 172 in den französischen Überseegebieten (Stand: 1. Januar 2012).

### Neuordnung 2015
Zu den Wahlen der Departementsräte am 22./29. März 2015 wurde die Zahl der Kantone um fast die Hälfte reduziert. Grundlage hierfür war die Reform der Wahl der Départementsräte aus dem Jahr 2013. Hierdurch wurde das Wahlsystem dahingehend geändert, dass künftig in jedem Kanton je ein Mann und eine Frau als Départementratsmitglieder gewählt werden sollten. In der Folge war in jedem Departement die Zahl der Kantone um die Hälfte zu reduzieren, wobei diese Zahl auf die nächsthöhere ungerade Zahl aufzurunden war, und jedes Département mit mehr als 500.000 Einwohnern sollte mindestens 17, jedes Département mit mehr als 150.000 Einwohnern mindestens 13 Kantone umfassen. In Umsetzung dieses Gesetzes wurden im Februar 2014 durch Dekrete des Staatsrates die Abgrenzungen der neuen Kantone festgesetzt, so dass das Gebiet der 98 betroffenen Départements nun in 2054 Kantone gegliedert ist. In den durch die Fusion von Département und Region geschaffenen Collectivité territoriale unique (übersetzt: einheitlichen Gebietskörperschaften) Martinique und Französisch-Guayana und in der Métropole de Lyon wurden die Kantone abgeschafft, da dort anstelle des Binom-Wahlrechts die Wahl über Listen mit Mehrheitsprämie (vergleichbar dem Regional- und Kommunalwahlrecht) eingeführt wurde.
Ein Kanton kann sich erstrecken über
- eine Gemeinde (französisch commune)
- einen Teil einer Gemeinde
- eine Gemeinde und einen Teil einer anderen Gemeinde
- eine Gemeinde und jeweils Teile mehrerer anderer Gemeinden
- mehrere Gemeinden
- mehrere Gemeinden und einen Teil einer anderen Gemeinde
- mehrere Gemeinden und jeweils Teile mehrerer anderer Gemeinden

## Sonderstellung von Paris
In Paris, wo die Stadt mit dem Département identisch ist, gibt es keine Kantone. Der Conseil de Paris, der gleichzeitig Stadtrat und Départementrat ist, wird nach dem Kommunalwahlrecht über die Pariser Arrondissements gewählt. Da also keine Wahl zum Départementrat erfolgt, sind die Kantone als Wahlbezirke hier nicht notwendig.
Nur für statistische Zwecke werden die Pariser Arrondissements teilweise als Kantone behandelt.